# Tour of Britain Women
Il Tour of Britain Women, noto fino al 2023 come The Women's Tour, è una corsa a tappe femminile di ciclismo su strada che si svolge annualmente nel Regno Unito.
Organizzata da Sweetspot Ltd, la prima edizione, subito inclusa nel calendario internazionale femminile, si tenne dal 7 all'11 maggio 2014; la vittoria andò a Marianne Vos. Nel 2016 entrò a far parte del calendario del neonato World Tour femminile come prova di classe 2.WWT. L'edizione 2020 non venne svolta a causa della pandemia di COVID-19 mentre quella del 2023 fu annullata per motivi economici.
A seguito dell'entrata in liquidazione di Sweetspot Ltd, dal 2024 la corsa è organizzata da British Cycling con la nuova denominazione di Tour of Britain Women. La prima edizione con il nuovo nome si svolse dal 6 al 9 giugno 2024 e fu vinta da Lotte Kopecky.

## Albo d'oro
Aggiornato all'edizione 2025.
| Anno                  | Vincitrice                            | Seconda                               | Terza                                 |
| The Women's Tour      | The Women's Tour                      | The Women's Tour                      | The Women's Tour                      |
| --------------------- | ------------------------------------- | ------------------------------------- | ------------------------------------- |
| 2014                  | Marianne Vos                          | Emma Johansson                        | Rossella Ratto                        |
| 2015                  | Lisa Brennauer                        | Jolien D'Hoore                        | Christine Majerus                     |
| 2016                  | Elizabeth Deignan                     | Ashleigh Moolman-Pasio                | Elisa Longo Borghini                  |
| 2017                  | Katarzyna Niewiadoma                  | Christine Majerus                     | Hannah Barnes                         |
| 2018                  | Coryn Rivera                          | Marianne Vos                          | Danielle Rowe                         |
| 2019                  | Elizabeth Deignan                     | Katarzyna Niewiadoma                  | Amy Pieters                           |
| 2020                  | annullato per la Pandemia di COVID-19 | annullato per la Pandemia di COVID-19 | annullato per la Pandemia di COVID-19 |
| 2021                  | Demi Vollering                        | Juliette Labous                       | Clara Copponi                         |
| 2022                  | Elisa Longo Borghini                  | Grace Brown                           | Katarzyna Niewiadoma                  |
| 2023                  | annullato per motivi economici        | annullato per motivi economici        | annullato per motivi economici        |
| Tour of Britain Women |                                       |                                       |                                       |
| 2024                  | Lotte Kopecky                         | Anna Henderson                        | Christine Majerus                     |
| 2025                  | Ally Wollaston                        | Cat Ferguson                          | Karlijn Swinkels                      |

## Statistiche

### Vittorie per nazione
Aggiornato all'edizione 2025.
| Pos. | Nazione       | Vittorie |
| ---- | ------------- | -------- |
| 1    | Gran Bretagna | 2        |
| 1    | Paesi Bassi   | 2        |
| 2    | Germania      | 1        |
| 2    | Polonia       | 1        |
| 2    | Stati Uniti   | 1        |
| 2    | Italia        | 1        |
| 2    | Belgio        | 1        |
| 2    | Nuova Zelanda | 1        |